# Firni

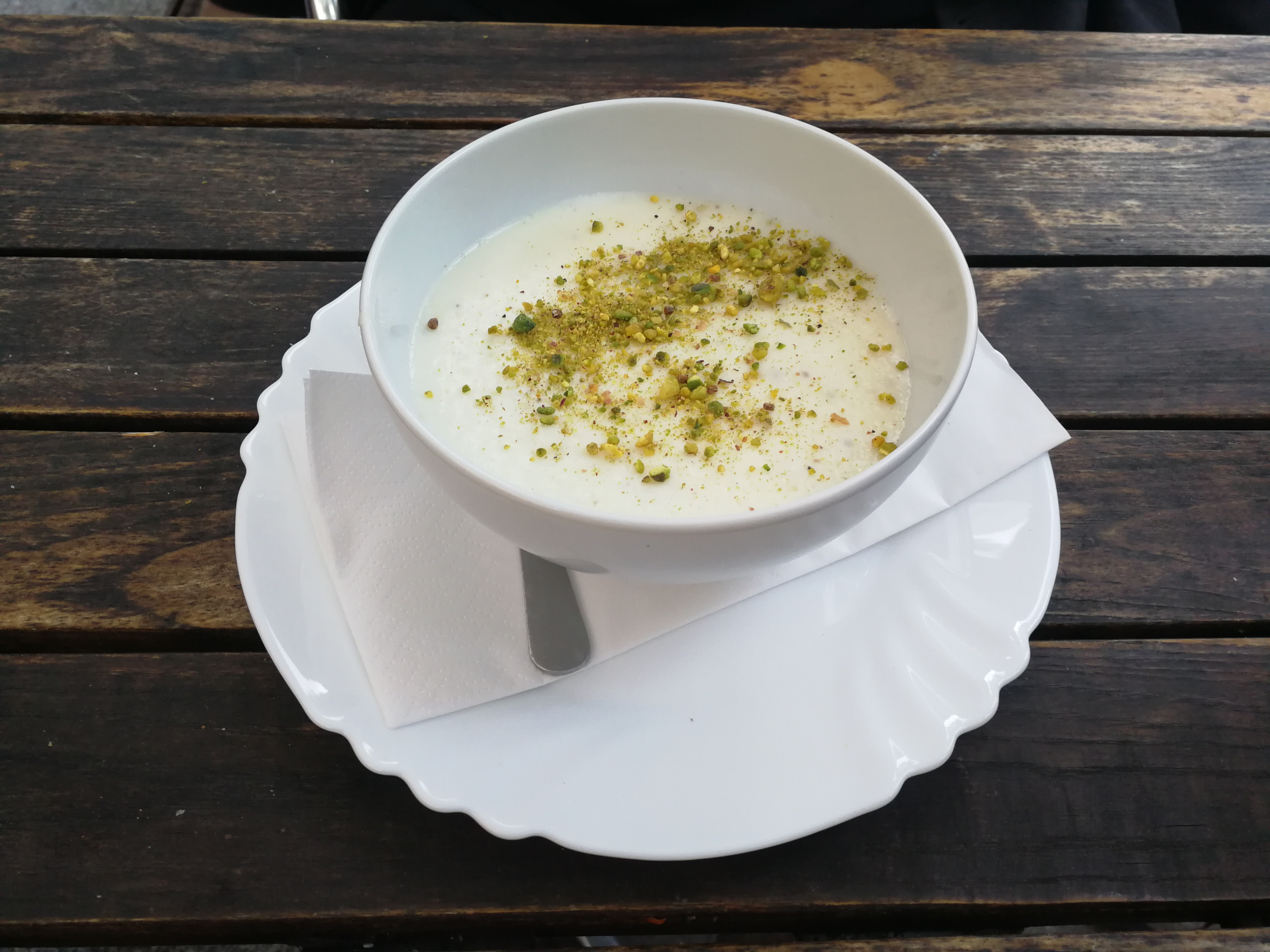
Firni

Firni (auch Firnee, Ferni oder Phirni) ist ein Dessert der afghanischen Küche. Es ist auch in Nordindien, im Iran und in Aserbaidschan verbreitet.

## Geschichte und Etymologie
Firni entstammt möglicherweise der Küche des Mogulreichs und gelangte mit dessen Ausbreitung nach Afghanistan und in weitere Länder der Region. Es gilt in Afghanistan als klassisches Dessert für Feiertage. Wohl wegen der eher komplizierten Zubereitung ist es in Städten populärer als auf dem Land. Unter der Bezeichnung phirni wird es mit dem nordindischen Raum assoziiert.
Ein ähnliches Dessert ist das im restlichen indischen Raum verbreitete Kheer. Der für Kheer verwendete Reis wird nicht gemahlen, was dem Gericht eine gröbere Konsistenz gibt.

## Zubereitung
Basis des Desserts ist Milch, die unter Verwendung von Maisstärke oder Reismehl angedickt wird. Maisstärke gibt dem Dessert eine sanftere Textur, Reismehl hingegen einen spezifischen Geschmack, weshalb beide Zutaten mitunter auch kombiniert werden. Nach fast allen Rezepten werden Kardamom, Mandeln und Zucker verwendet. Weitere gängige, aber optionale Zutaten sind Nüsse oder Rosenwasser. Die Zutaten werden eingekocht. Die resultierende Puddingmasse wird in ein geeignetes Gefäß gegossen und anschließend gekühlt. Vor dem Servieren werden als Dekoration gemahlene, gestoßene oder gehackte Pistazien und/oder Mandeln auf das Dessert gestreut. Auch Granatapfelkerne und in Scheiben geschnittene Trockenfrüchte sind als essbare Dekoration gängig.